# جوتول
جوتول (انگلیسی: Jøtul) شرکت مهندسی نروژی است، که در سال ۱۸۵۳ تأسیس شد.